# (32809) Sommerfeld
(32809) Sommerfeld  es un asteroide perteneciente al cinturón de asteroides, descubierto el 10 de octubre de 1990 por Freimut Börngen y Lutz Dieter Schmadel desde el Observatorio Karl Schwarzschild, en Alemania.

## Designación y nombre
Sommerfeld se designó inicialmente como 1990 TJ10.
Más adelante fue nombrado en honor al físico alemán  Arnold Sommerfeld (1868-1951).

## Características orbitales
Sommerfeld orbita a una distancia media del Sol de 2,9912 ua, pudiendo acercarse hasta 2,7140 ua y alejarse hasta 3,2683 ua. Tiene una excentricidad de 0,0926 y una inclinación orbital de 8,4168° grados. Emplea en completar una órbita alrededor del Sol 1889 días.

## Características físicas
Su magnitud absoluta es 14,3. Tiene 3,712 km de diámetro. Su albedo se estima en 0,203.